# Pierre Albrecht (1931)
Pierre Albrecht (3 luglio 1931 – 10 ottobre 2019) è stato un cestista svizzero.

## Carriera
Con la Svizzera ha disputato due Campionati europei (1953, 1955) e i Giochi olimpici di Helsinki 1952.